# خوزه انریکه
خوزه انریکه سانچز دیاز (اسپانیایی: José Enrique Sánchez Díaz‎؛ زادهٔ ۲۳ ژانویهٔ ۱۹۸۶) بازیکن فوتبال سابق اهل اسپانیااست.
انریکه سابقه بازی در تیم‌های نیوکاسل یونایتد و ویارئال و همچنین سابقه بازی در تیم‌های ملی پایه و جوانان اسپانیا را دارد.
وی در ۱۱ اوت ۲۰۱۱ با قراردادی ۷ میلیون پوندی از نیوکاسل یونایتد به لیورپول پیوست.